# Oxford Gardens
Oxford Gardens es una película de 2015 producida y dirigida por Obi Emelonye.

## Sinopsis
Oxford Gardens es una película de temática boxística centrada en la suerte, amor y redención.

## Producción y lanzamiento
Fue filmada en Londres y Estados Unidos y estrenada en Nigeria el 18 de diciembre de 2015. Fue lanzada como un trabajo colaborativo entre Obi Emelonye y M-Net a través de Africa Magic Original Films.